# NGC 2413
NGC 2413 je otvoreni skup u zviježđu Krmi. 

## Vanjske poveznice
- SEDS: NGC 2413